# Leukippos (Lykien)
Leukippos (altgriechisch Λεύκιππος Leúkippos) ist in der griechischen Mythologie der Sohn des Xanthios aus Lykien, ein Nachfahre des Bellerophon.
Leukippos ist in seine Schwester verliebt und wird beim Geschlechtsverkehr mit ihr von ihrem Vater überrascht, den er daraufhin tötet. Nach dem Mord geht er mit einer thessalischen Kolonie nach Kreta und gründet von dort aus Kretinaion bei Ephesos.
Er wurde aufgrund einer Inschrift auf einer athenischen Statue mit Leukippos, dem Gründer von Magnesia am Mäander, identifiziert. Da die Inschrift jedoch erst im 2. Jahrhundert n. Chr. angefertigt wurde, ist die Identität des als Statue dargestellten Leukippos mit einem der beiden mythischen Stadtgründer fraglich.